# Rieut (dopływ Sejmu)
Rieut (ros. Реут) – rzeka na południowym zachodzie europejskiej części Rosji w obwodzie kurskim, lewy dopływ Sejmu o długości 88 km i powierzchni dorzecza 1030 km².
Rzeka wypływa ze źródeł na Wyżynie Środkoworosyjskiej w rejonie obojańskim (1 km od chutora Drozdy), a uchodzi do Sejmu w centralnej części rejonu kurczatowskiego (3 km na północ od osiedla typu miejskiego Iwanino).
Głównе dopływy Rieuta to: Radutin (długość 25 km), Bobrik (24), Lubacz (16), Rieutiec (16), Borszczeń (15) i Niemcza (14). Poza osiedlem Iwanino większymi miejscowościami położonymi w pobliżu rzeki są m.in.: Lubimowka, Czapli, Drużnaja i 1-ja Kostornaja.